# 専修大学スポーツ研究所
専修大学スポーツ研究所（せんしゅうだいがくスポーツけんきゅうじょ）は、川崎市多摩区にある専修大学の研究施設。

## 概要
1969年7月5日に発足した専修大学体育研究会、1971年12月14日に専修大学社会体育研究所を前身としている。
哲学、歴史学、物理学、心理学、生理学、医学などの諸学問を基礎において、身体あるいは身体活動に関連した事象を研究する応用科学として保健・体育学を研究している。
人間にとって不可欠な身体活動を健康、スポーツ、さらに文化的側面から総合的に科学することを理念とし、これらの調査研究で得られた成果を、学生はもとより広く社会に還元することを目的として活動している。

## 体制
下記３部門を研究のサブ・グループとしている。所員は、これらいずれかの部門に所属し、調査研究活動を行う。
- スポーツ文化部門
- スポーツ科学部門
- 健康科学部門

## スタッフ
主に専修大学の教員で構成されるが、研究領域・所属学部等は多岐にわたる。
| 氏名       | 所属                     | 備考                                                       |
| ---------- | ------------------------ | ---------------------------------------------------------- |
| 佐藤満     | 経営学部教授             | 研究所長／スポーツ科学論／日本レスリング協会男子強化委員長 |
| 平田大輔   | 文学部教授               | 研究所事務局長／健康科学論                                 |
| 佐竹弘靖   | ネットワーク情報学部教授 | スポーツ文化論                                             |
| 佐藤雅幸   | 経済学部教授             | スポーツ科学論                                             |
| 吉田清司   | 法学部教授               | スポーツ科学論／元FC東京バレーボールチーム監督             |
| 飯田義明   | 経済学部教授             | スポーツ文化論                                             |
| 齋藤実     | 文学部教授               | 健康科学論                                                 |
| 渡辺英次   | 文学部教授               | 健康科学論                                                 |
| 富川理充   | 商学部教授               | 健康科学論                                                 |
| 時任真一郎 | 法学部教授               | 健康科学論                                                 |
| 李宇韺     | 文学部教授               | スポーツ科学論／元オリンピック韓国サッカー代表             |
| 相澤勝治   | 経営学部教授             | 保健体育部会長／スポーツ文化論                             |
| 柏木悠     | 商学部准教授             | スポーツ科学論                                             |
| 若井江利   | 文学部講師               | スポーツ文化論／ボート競技日本代表                         |
| 柴田麗     | 専修大学兼任講師         | 外部研究員／スポーツ文化論                                 |
| 木村元彦   | 専修大学専任職員         | 所属研究員／ミズノスポーツライター賞最優秀賞受賞           |
| 三須亜希子 | フリーアナウンサー       | 所属研究員                                                 |

1. ↑  2023年4月現在

## 活動
- 定例研究会の開催
- 共同研究助成
- 出版
  1. 「スポーツ研究所報[2]」（年報）
  2. 「大学生のためのスポーツリテラシー＆ウェルネス」(2018)
- 講演(主な参加講演は以下の通り)
  - 2014年 日本パラスポーツ協会 JPC選手強化のための医・科学サポート研修会～オリンピック・パラリンピックのインクルージョン・融合を考える～[3]
- 公開シンポジウム
- 公開講座

## 社会貢献活動
- TEAM BISON’S by SENSHU-UNIV.プロジェクトにて、身体リテラシー開発プロジェクトとして、川崎市で「専修大学少年少女レスリング教室」を開催している。また、同プロジェクトの一環として、レスリングの試合用ウエアやシューズを、セネガルの子どもたちに寄贈している[4]。
- 東京パラスポーツスタッフ認定[5]
- 日本バレーボール協会と連携協定締結し、常圧低酸素トレーニング室、運動生理学実験室などの大学設備。運動心理学、運動生理学、体力向上、女性アスリートなどに関する研究を行う教員のナレッジを生かし、ビーチバレーボールのトレーニング方法、技術分析、ゲーム分析、心理面、暑さ対策などをサポートする[6]。
- 資生堂グローバルイノベーションセンターと共同研究に関する協定を締結。共同研究の目的は、人の健康づくりへの興味関心を高めるためのアプローチとして、スポーツにおけるコンディショニングスキルに基づいたウェルビーイングプログラムを開発し、健康行動や良い健康状態を維持、獲得するための行動変容を促すことである。アクティブビューティーセミナーを共同定期開催している[7]。